# Obereopsis obsoleta
Obereopsis obsoleta là một loài bọ cánh cứng trong họ Cerambycidae.